# 彩原その
彩原 その（あやはら その、5月14日 - ）は日本の漫画家。長野県安曇野市出身。血液型はA型。
りぼん漫画スクール2005年1月号で準りぼん賞を受賞した「ネコゴコロ」でデビュー。

## 作品
- ネコゴコロ（デビュー作・2005年りぼんオリジナル2月号掲載）
- アリス（2005年りぼん春の超びっくり大増刊号掲載）
- 恋猫（2005年りぼんオリジナル10月号掲載、『天国の切符』収録）
- 流れ星のワルツ（2006年りぼん冬休みチャレンジ!大増刊号掲載、『天国の切符』収録）
- 天国の切符（2006年りぼんオリジナル6月号掲載、『天国の切符』収録）
- Dear★ガールズ（2006年りぼん夏休み超びっくり大増刊号掲載、『天国の切符』収録）
- モノクローム・ワールド（初本誌・2006年りぼん12月号掲載、『眠れぬ蝶』収録）
- 風に花に君に（2007年りぼん1月号別冊ふろく掲載、『眠れぬ蝶』収録）
- 眠れぬ蝶（前後編・2007年りぼん5月号および6月号掲載、『眠れぬ蝶』収録）
- プリズムの夢（2007年りぼん夏休み大増刊号りぼんスペシャル掲載、コミックス未収録）
- 月光クロネコ屋（初連載・2007年りぼん11月号〜2008年りぼん3月号、『月光クロネコ屋』収録）
- 指斬り（2008年春の大増刊号りぼんスペシャル掲載、『ぼくのリリィ』収録）
- ぼくのリリィ（2008年夏休み大増刊号りぼんスペシャル掲載、『ぼくのリリィ』収録）
- キオクレンサ（2008年秋の大増刊号りぼんスペシャル掲載、『ぼくのリリィ』収録）
- ひこうきメール（2009年夏休み大増刊号りぼんスペシャルハート掲載、『ぼくのリリィ』収録）
- 完全犯罪（2010年冬の大増刊号りぼんスペシャル掲載）
- 愛の研究（2010年夏の大増刊号りぼんスペシャルレモン掲載）
- 不夜少女（2011年秋の大増刊号りぼんスペシャルリアル掲載）
- 99回死んだ七瀬くん（2012年冬の大増刊号りぼんスペシャル掲載、『99回死んだ七瀬くん』収録）
- オウトウヲネガウ（2012年りぼん4月号）
- forever friends（フォーエバー フレンズ）（2012年春の大増刊号りぼんスペシャルキュート掲載）
- 99回死んだ七瀬くん（連載・2013年りぼん4月号〜7月号、『99回死んだ七瀬くん』収録）
- ミライウォーズ（2013年夏の大増刊号りぼんスペシャルミント掲載）
- 毒×苺（2014年夏の大増刊号りぼんスペシャルミント掲載）
- 禁断少女（2015年春の増刊号りぼんスペシャルキャンディおよびマカロン掲載）

## コミックス
- 天国の切符
- 眠れぬ蝶
- 月光クロネコ屋
- ぼくのリリィ
- 99回死んだ七瀬くん